# Saison 2019 de l'équipe cycliste Total Direct Énergie
La saison 2019 de l'équipe Total Direct Énergie est la vingtième de cette équipe.

## Préparation de la saison 2019

### Sponsors et financement de l'équipe
Jusqu'en avril, le principal sponsor de l'équipe est Direct Énergie. Le conseil départemental de la Vendée continue à soutenir l'équipe, ainsi que Harmonie mutuelle et Akéna Vérandas. Du fait que Total rachète Direct Énergie, en avril le nom de l'équipe devient Total Direct Énergie; le nouveau maillot est revêtu au départ de Paris-Roubaix.
Le sponsor principal visible sur les maillots lors des courses se déroulant en Belgique durant cette saison est Poweo.

### Arrivées et départs
| Arrivées           | Équipe 2018                 |
| ------------------ | --------------------------- |
| Niccolò Bonifazio  | Bahrain-Merida              |
| Mathieu Burgaudeau | Vendée U                    |
| Pim Ligthart       | Roompot-Nederlandse Loterij |
| Niki Terpstra      | Quick-Step Floors           |
| Anthony Turgis     | Cofidis                     |

| Départs          | Équipe 2019          |
| ---------------- | -------------------- |
| Sylvain Chavanel | retraite             |
| Jérémy Cornu     | UC Nantes Atlantique |

## Effectif
Sur les 23 coureurs professionnels, quinze ont été formés au sein de Vendée U, l’équipe de Nationale 1 qui constitue un vivier pour la structure professionnelle.
| Cycliste           | Date de naissance | Nationalité | Équipe 2018                 |  |
| ------------------ | ----------------- | ----------- | --------------------------- |  |
| Niccolò Bonifazio  | 29 octobre 1993   | Italie      | Bahrain-Merida              |  |
| Thomas Boudat      | 24 février 1994   | France      | Direct Énergie              |  |
| Mathieu Burgaudeau | 17 novembre 1998  | France      | Vendée U                    |  |
| Lilian Calmejane   | 6 décembre 1992   | France      | Direct Énergie              |  |
| Romain Cardis      | 12 août 1992      | France      | Direct Énergie              |  |
| Jérôme Cousin      | 5 juin 1989       | France      | Direct Énergie              |  |
| Damien Gaudin      | 20 août 1986      | France      | Direct Énergie              |  |
| Yohann Gène        | 25 juin 1981      | France      | Direct Énergie              |  |
| Fabien Grellier    | 30 octobre 1994   | France      | Direct Énergie              |  |
| Jonathan Hivert    | 23 mars 1985      | France      | Direct Énergie              |  |
| Axel Journiaux     | 20 mai 1995       | France      | Direct Énergie              |  |
| Pim Ligthart       | 1er juillet 1989  | Pays-Bas    | Roompot-Nederlandse Loterij |  |
| Bryan Nauleau      | 17 mars 1988      | France      | Direct Énergie              |  |
| Paul Ourselin      | 13 avril 1994     | France      | Direct Énergie              |  |
| Adrien Petit       | 26 septembre 1990 | France      | Direct Énergie              |  |
| Alexandre Pichot   | 6 février 1983    | France      | Direct Énergie              |  |
| Perrig Quéméneur   | 26 avril 1984     | France      | Direct Énergie              |  |
| Simon Sellier      | 4 janvier 1995    | France      | Direct Énergie              |  |
| Romain Sicard      | 25 septembre 1988 | France      | Direct Énergie              |  |
| Rein Taaramäe      | 24 avril 1987     | Estonie     | Direct Énergie              |  |
| Niki Terpstra      | 18 mai 1984       | Pays-Bas    | Quick-Step Floors           |  |
| Angélo Tulik       | 2 décembre 1990   | France      | Direct Énergie              |  |
| Anthony Turgis     | 16 mai 1994       | France      | Cofidis                     |  |
| Stagiaire          | Date de naissance | Nationalité | Équipe 2019                 |  |
| Enzo Bernard       | 19 octobre 1997   | France      | Vendée U                    |  |
| Valentin Ferron    | 8 février 1998    | France      | Vendée U                    |  |
| Clément Orceau     | 1er juillet 1998  | France      | Vendée U                    |  |

## Bilan de la saison

### Victoires
| Date          | Course                                           | Pays     | Classe | Vainqueur         |
| ------------- | ------------------------------------------------ | -------- | ------ | ----------------- |
| 21 janv.      | 1re étape du Tropicale Amissa Bongo              | Gabon    | 2.1    | Niccolo Bonifazio |
| 22 janv.      | 2e étape du Tropicale Amissa Bongo               | Gabon    | 2.1    | Niccolo Bonifazio |
| 25 janv.      | 5e étape du Tropicale Amissa Bongo               | Gabon    | 2.1    | Niccolo Bonifazio |
| 27 janv.      | Classement général du Tropicale Amissa Bongo     | Gabon    | 2.1    | Niccolo Bonifazio |
| 03 fév.       | Grand Prix La Marseillaise                       | France   | 1.1    | Anthony Turgis    |
| 2 mars        | Classic de l'Ardèche                             | France   | 1.1    | Lilian Calmejane  |
| 17 mars       | Tour de Drenthe                                  | Pays-Bas | 1.HC   | Pim Ligthart      |
| 6 avr.        | Grand Prix Miguel Indurain                       | Espagne  | 1.1    | Jonathan Hivert   |
| 10 mai        | 1re étape du Tour de la communauté de Madrid     | Espagne  | 2.1    | Niccolò Bonifazio |
| 18 mai        | 2e étape du Tour d'Aragon                        | France   | 2.1    | Jonathan Hivert   |
| 30 mai        | Circuit de Wallonie                              | France   | 1.1    | Thomas Boudat     |
| 27 juin       | Champion d'Estonie du contre-la-montre           | Estonie  | NC     | Rein Taaramae     |
| 21 août       | 1re étape du Tour du Limousin-Nouvelle-Aquitaine | France   | 2.1    | Lilian Calmejane  |
| 31 août       | Circuit Mandel-Lys-Escaut                        | Belgique | 1.1    | Niccolò Bonifazio |
| 1er septembre | Grand Prix Jef Scherens                          | Belgique | 1.1    | Niccolò Bonifazio |
| 29 septembre  | Paris-Chauny                                     | France   | 1.1    | Anthony Turgis    |

### Résultats sur les courses majeures
Les tableaux suivants représentent les résultats de l'équipe dans les principales courses du calendrier international (les cinq classiques majeures et les trois grands tours). Pour chaque épreuve est indiqué le meilleur coureur de l'équipe, son classement ainsi que les accessits glanés par Direct Énergie sur les courses de trois semaines.

#### Classiques
| Classique            | Milan-San Remo         | Tour des Flandres   | Paris-Roubaix      | Liège-Bastogne-Liège | Tour de Lombardie |
| -------------------- | ---------------------- | ------------------- | ------------------ | -------------------- | ----------------- |
| Coureur (classement) | Lilian Calmejane (38e) | Damien Gaudin (23e) | Adrien Petit (15e) | Romain Sicard (93e)  | non invitée       |

#### Grands tours
| Grand tour           | Tour d'Italie | Tour de France      | Tour d'Espagne |
| -------------------- | ------------- | ------------------- | -------------- |
| Coureur (classement) | pas invitée   | Rein Taaramäe (66e) | pas invitée    |
| Accessits            |               |                     |                |

### Classement UCI
L'équipe arrive première au classement par équipe de l'UCI Europe Tour et ainsi pourra participer aux Grands Tours en 2020 si elle le souhaite.